# متلازمة فيتز-هيو-كيرتيس
متلازمة فيتز-هيو-كيرتيس (بالإنجليزية: Fitz-Hugh–Curtis syndrome)‏ يُعد واحدة من المُضاعفات النادرة لمرض التهاب الحوض، وتأتي التسمية من أسماء أثنين من الأطباء توماس فيتز-هيو وآرثر هيل كورتيس بسبب مُلاحظتهم لهذه الحالة الطبية لأول مرة في عام 1934 و1930 على التوالي. تؤدي هذه المُتلازمة إلى ظهور التصاقات مُحيطة بالكبد.

## العلامات والأعراض
تشمل الأعراض والعلامات الرئيسية ألم حاد البدء في الربع العلوي الأيمن من البطن يتفاقم بالتنفس أو السعال أو الضحك، ويمكن أن ينتشر إلى الكتف الأيمن. يوجد عادةً إيلام بالجس في الربع العلوي الأيمن من البطن وإيلام بقرع الأضلاع السفلية التي تحمي الكبد. يوجد بخلاف المتوقع ألم حوضي بسيط أو لا يوجد، وتظهر إفرازات مهبلية، وإيلام بتحريك عنق الرحم، وتؤدي هذه الأعراض إلى تفويت التشخيص. يمكن أن يكون السبب جراثيم مُعدية تجتاز بنى الحوض نحو محفظة الكبد.

## الفيزيولوجيا المرضية
تحدث متلازمة فيتز-هيو-كيرتيس تقريبًا فقط عند النساء. تسببها عادة الكلاميديا التراخومية (الكلاميديا) أو النيسرية البنية (البنيات) ووجد أن جراثيم أخرى مثل العصوانيات والغاردنريلا والإشريشية القولونية والعقديات يمكن أن تسبب متلازمة فيتز هيو كيرتيس في بعض الأحيان. تسبب هذه العوامل الجرثومية الممرضة ترقق مخاط عنق الرحم ما يسمح للجراثيم المهبلية بالدخول إلى الرحم وقناتي فالوب محدثةً العدوى والالتهاب. يمكن أن يسبب الالتهاب أحيانًا نسيجًا ندبيًا يشكل محفظة غليسون، وهي طبقة رقيقة من النسيج الضام تحيط بالكبد.

## التشخيص
يكون تصوير البطن بالأمواج فوق الصوتية طبيعيًا. تكون اختبارات وظائف الكبد طبيعية أو لا تتأثر لأن العدوى لا تخترق البرانشيم الكبدي. إذا طُلب اختبار دي دايمر، الذي عند وجود ألم جذعي جنبي، يكون مرتفعًا بشكل ملحوظ وتظهر الاختبارات الأخرى للصمة الرئوية نتائج طبيعية. يظهر التصوير الطبقي المحوسب مع حقن مادة ظليلة تعزيزًا خفيفًا في محفظة الكبد, ولكن هذا المظهر لا يبدو جليّا لخبير الأشعة ما لم يُوجه للبحث عنه. ويجب إجراء تقصي النيسريات البنية والكلاميديا لتأكيد التشخيص. يجب أخذ مسحة مهبلية سفلية أو عنقية للكشف عن هذه الأحياء الدقيقة. نادرًا ما نحتاج اختبارات الأجسام المضادة ولكن يمكن طلبها إذا كانت الفحوص السابقة سلبية وكان الشك بالتشخيص عاليًا. نادرًا ما يطلب تنظير البطن، ويمكن أن يُجرى إذا كان التشخيص غير مؤكد إذ يكشف الالتصاقات بشكل «أوتار الغيتار» بين البريتوان والكبد.

## العلاج
يتألف العلاج من شوط من المضادات الحيوية التي تغطي الجراثيم المسؤولة، وهي عادة سيفترياكسون مع أزيثرومايسين. يمكن إجراء تنظير البطن لفك الالتصاقات للحد من الألم المعند.